# Sansevieria longistyla
Sansevieria longistyla là một loài thực vật có hoa trong họ Măng tây. Loài này được la Croix mô tả khoa học đầu tiên năm 2004.